# Polyosma subalpina
Polyosma subalpina är en tvåhjärtbladig växtart som beskrevs av Schulze-menz och P. van Royen. Polyosma subalpina ingår i släktet Polyosma och familjen Escalloniaceae. Inga underarter finns listade i Catalogue of Life.